# Пасупулеті Балараджу
Пасупулеті Балараджу (народився 12 червня 1964, Андхра-Прадеш, Індія) - індійський політик і законодавець. Належить до партії Джана Сена і працював у партії Індійський національний конгрес. Колишній міністр добробуту племен в уряді штату Андхра-Прадеш . 

## Раннє життя
Пасупулеті Балараджу народився в Мандалі Гудем Кота Відхі в районі Вісакхапатнам, штат Андхра-Прадеш .[джерело?] В Університеті Аннамалай отримав ступінь магістра мистецтв. До політичного життя він працював диригентом, викладачем і президентом ради кави. Почав займатися політикою у віці 25 років як повноважний президент.[джерело?]

## Політична кар'єра
Пасупулеті Балараджу був обраний до законодавчих зборів штату Андхра-Прадеш від виборчого округу Чінтапалле в 1989 році та 2009 року від виборчого округу Падеру в районі Вісакхапатнам штату Андхра-Прадеш за партійним списком Індійського національного конгресу . Він став міністром у кабінетах YS Rajasekhara Reddy  і N. Kiran Kumar Reddy. У 2009–2014 роках обіймав посаду міністра сільського та внутрішнього розвитку і добробуту племен в уряді штату Андхра-Прадеш .[джерело?]